# Teckel
De teckel, ook bekend als de dashond, dachshund of takshond, is een hondenras uit Duitsland dat oorspronkelijk gefokt werd voor bovengrondse en ondergrondse jacht, voornamelijk op dassen.

## Beschrijving

### Uiterlijk
De teckel heeft een compacte en gespierde lichaamsbouw die laag tegen de grond is, met korte poten en een langgerekte rug. De hond heeft een uitdagende houding met alerte blik. Ondanks dat zijn poten erg kort zijn in vergelijking met het lange lichaam, is de teckel wel heel mobiel en licht op de voeten.

#### Grootte
De F.C.I. erkent drie verschillende groottes voor de teckel:
- Standaard teckel: borstomvang boven de 35 cm, gewicht tot maximaal 12 kilo.
- Dwergteckel: borstomvang van 30 t/m 35 cm, gewicht variërend tussen 8 en 10 kilo.
- Kaninchen teckel: borstomvang tot 30 cm, gewicht variërend tussen 3 en 6 kilo.

De American Kennel Club (A.K.C.) erkent de middelste grootte, de dwergteckel, niet.

#### Vacht

##### Textuur
De vacht van een teckel komt in drie verschillende structuren voor, te weten:
- kortharig: korte, gladde vacht, verhaart nauwelijks,
- langharig: lange, zachte vacht, die sluik langs het lichaam hangt,
- ruwharig: ruwe, borstelige vacht, op kop en snuit meer volume in de vacht.

##### Kleur
Naast verschillen in de vachttexturen zijn er twaalf vachtkleuren mogelijk in combinatie met drie verschillende vachtpatronen. Sommige vachtkleuren komen enkel voor bij een van de drie vachttexturen.

###### Monochromatische vachtkleuren
Allereerst zijn er de vier monochromatische vachtkleuren. Alhoewel deze erg zeldzaam zijn bestaan ze wel:
- Chocolade.
- Créme.
- Rood.
- Zwart.

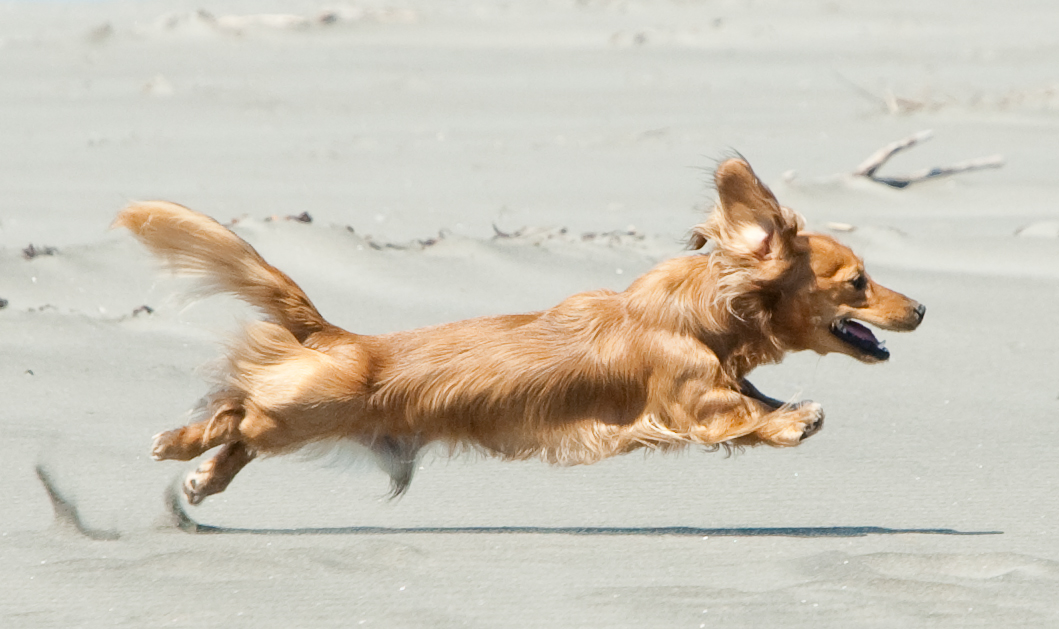
Crème
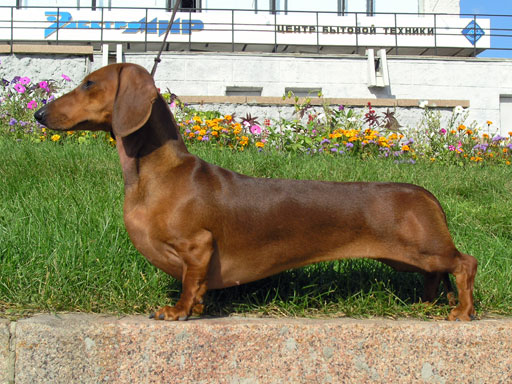
Rood

###### Tan point
Vervolgens zijn er de kleurcombinaties met tan point; tan point zijn lichtbruine kleurvlekken op de snuit, de wenkbrauwen, de borst en de vier voeten. De tan point markering komt ook voor in combinatie met vachtkleuren die niet voorkomen als een monochromatische vachtkleur.
Men onderscheidt vijf verschillende kleuren:
- Black and tan.
- Blue and tan.
- Brown and tan.
- Wildkleur (enkel bij ruwharige teckels).
- Isabelle and tan.

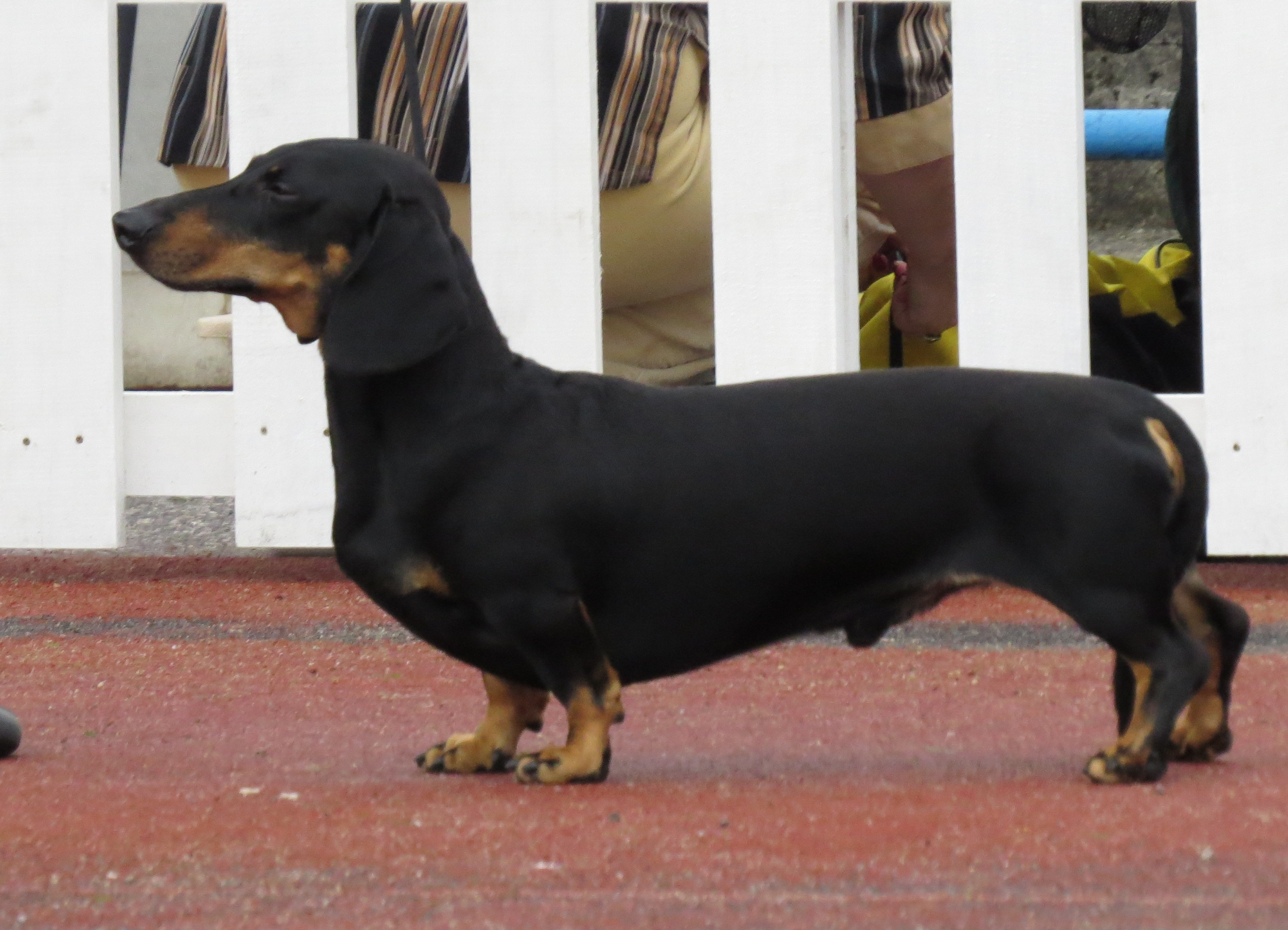
Black and tan
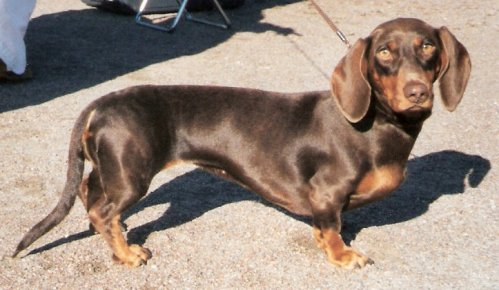
Chocolate and tan
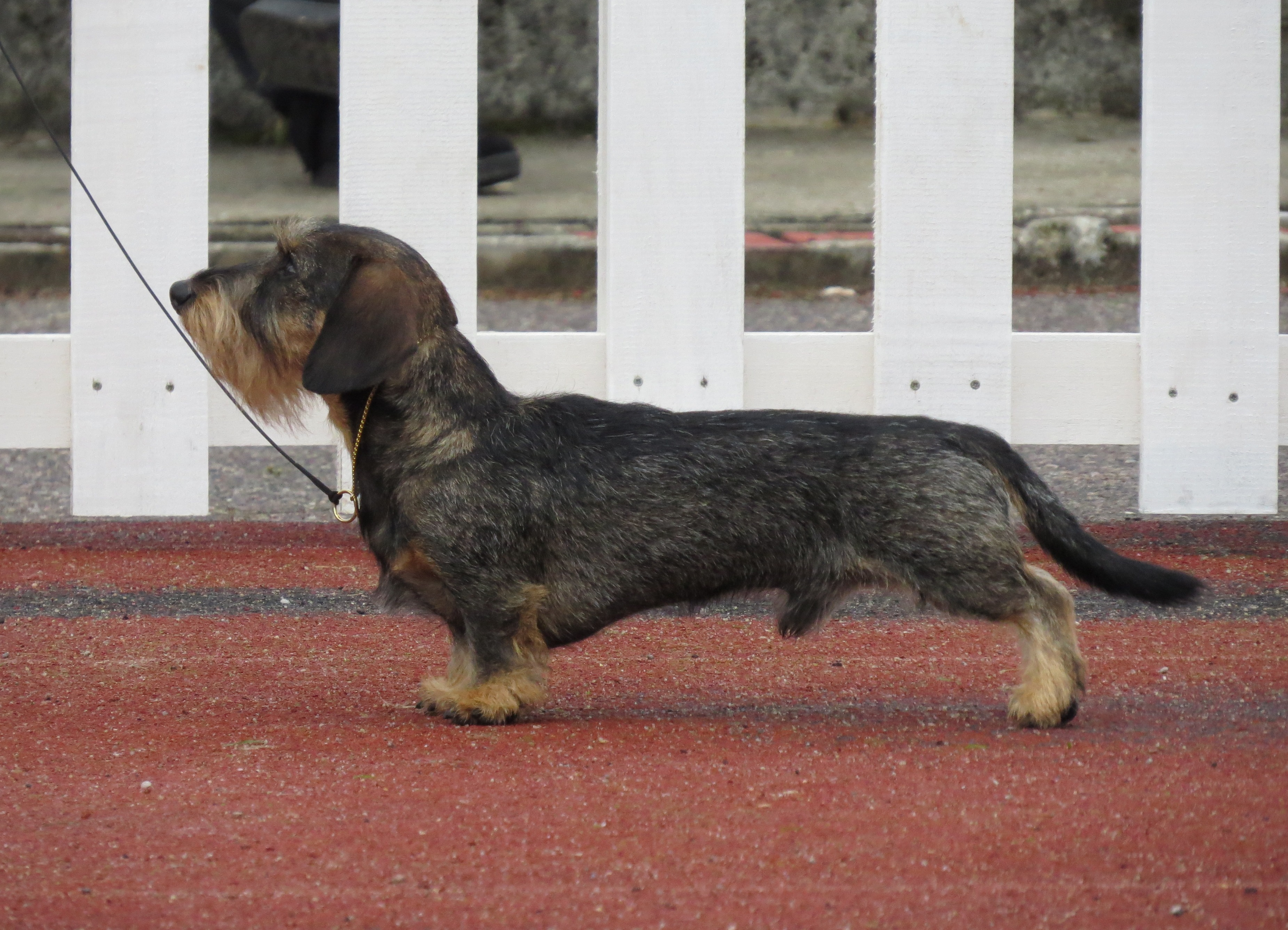
Wildkleur

###### Dapple
Dapple is een gevlekt patroon (pattern) dat ontstaat door een verdunning in het pigment van de vacht. Het gen kan ook zichtbaar de oogkleur wijzigen, dan zijn deze blauw of hebben blauwe vlekken. Bij andere hondenrassen wordt deze kleur meestal merle genoemd, naar het gen dat het patroon veroorzaakt. Bij de teckel kan dit vachtpatroon gepaard gaan met tan point markeringen, iets wat bij andere hondenrassen vaak niet het geval is. In het algemeen bestaan er drie kleurenversies van deze vachtkleur, bij de teckel zijn er maar twee van de drie goed zichtbaar, bij de vachtkleur rood is het patroon minder zichtbaar:
- Black and tan dapple.
- Brown and tan dapple.
- Red dapple

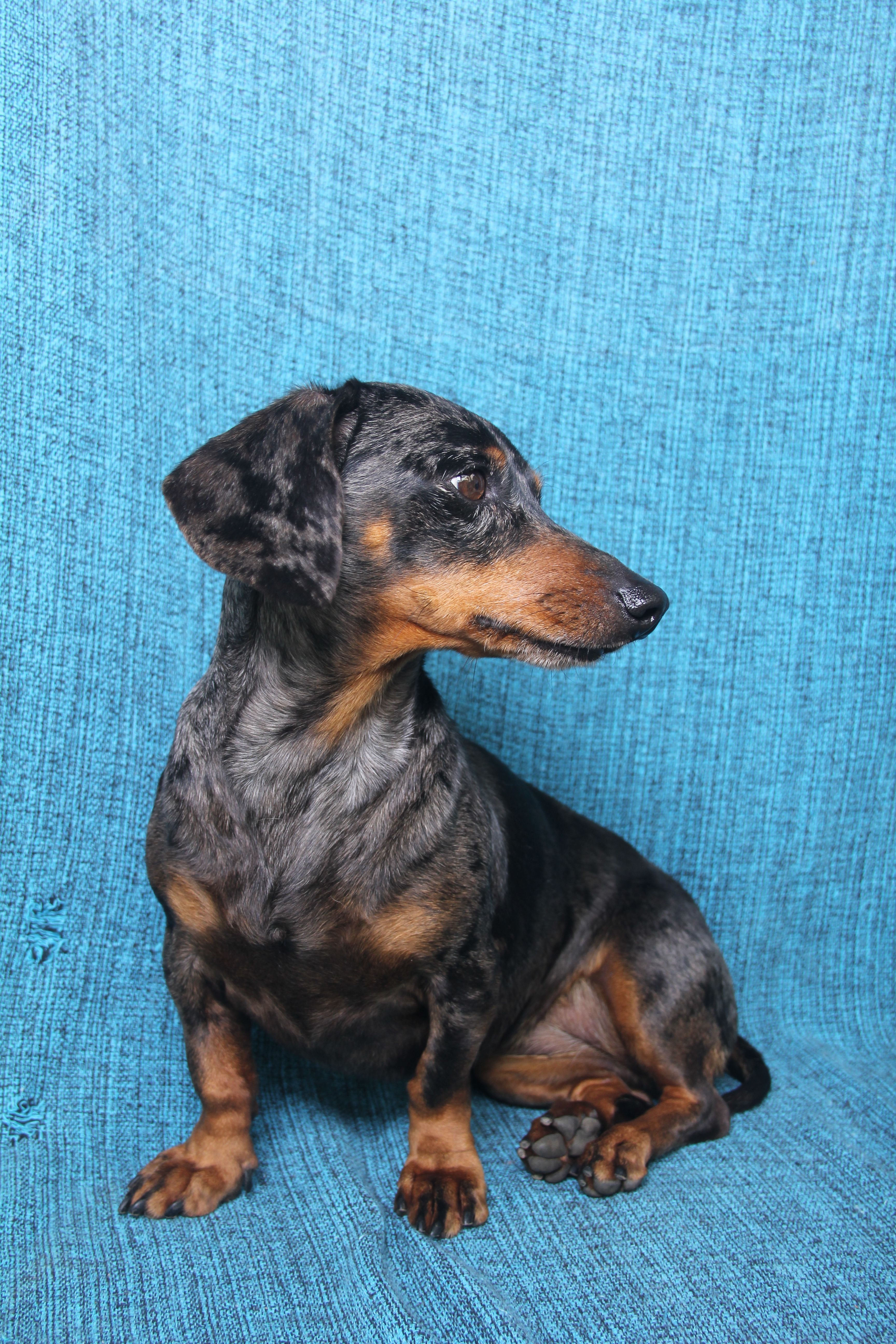
Black dapple
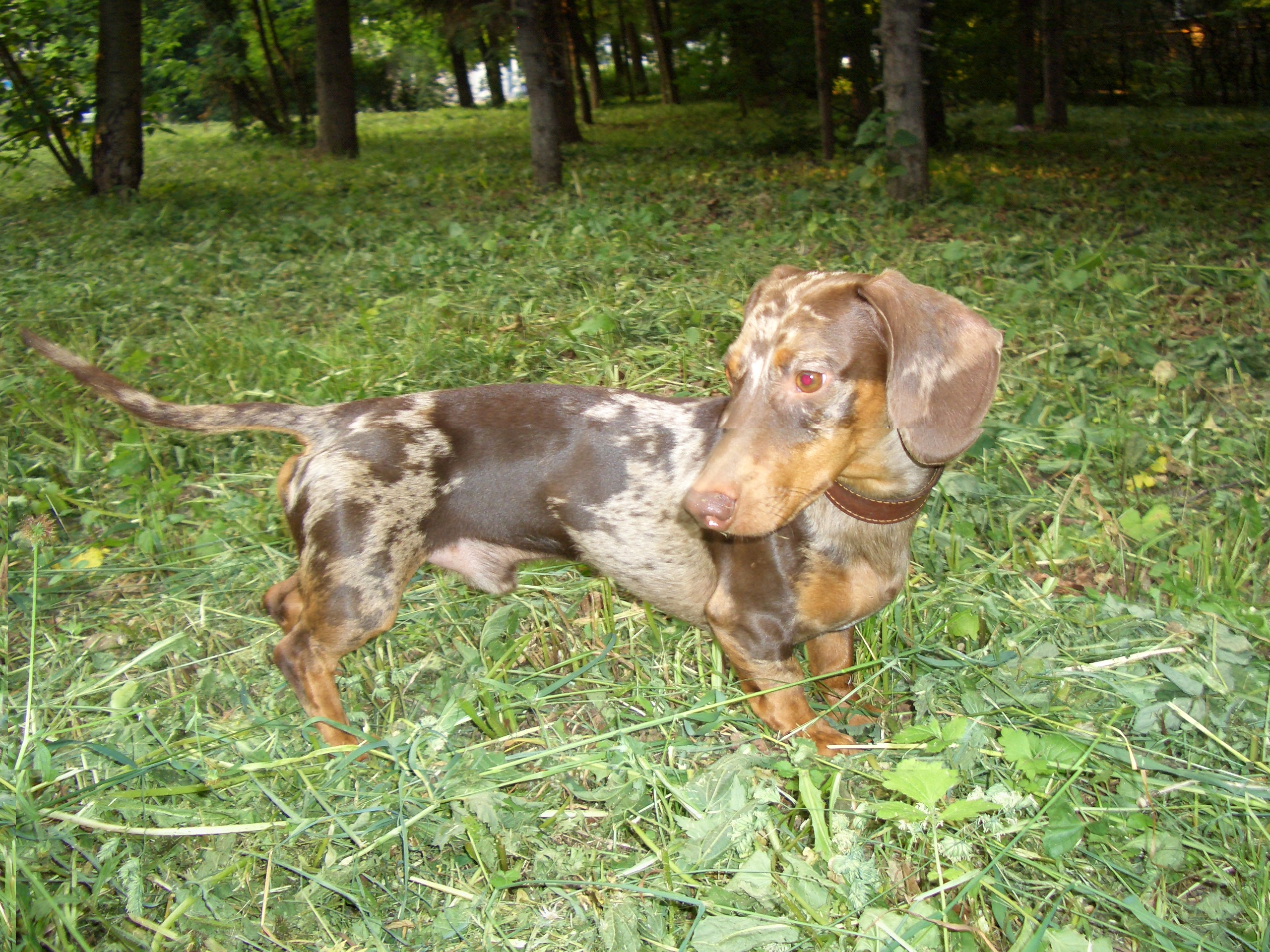
Chocolate dapple
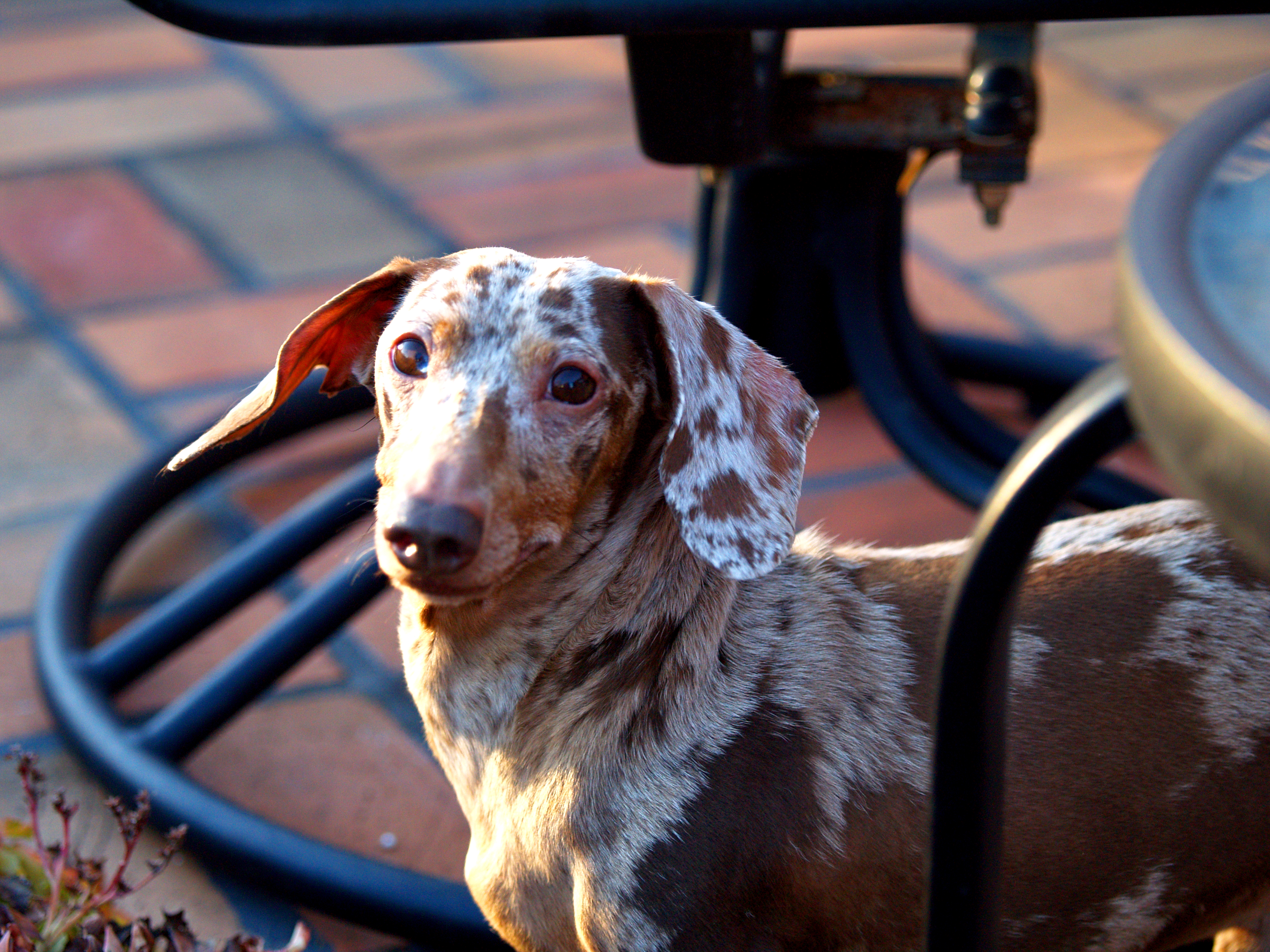
Chocolate dapple

Er bestaat double dapple. Deze ontstaat wanneer beide ouders drager zijn van het merle gen. Hierdoor worden er puppy's geboren met een dapple patroon in combinatie met witte vlekken. Het dubbele merle gen is semi-lethaal.  Vaak hebben deze honden onderliggende genetische afwijkingen, zoals blindheid. In extreme gevallen zijn de puppy's zelfs helemaal wit. Veel pups overlijden al in de baarmoeder of vlak na de geboorte. Double dapple komt gepaard met vele gezondheidsproblemen zoals blindheid en doofheid. Om deze reden is het in veel landen verboden om twee honden met een merle vacht met elkaar te laten fokken.

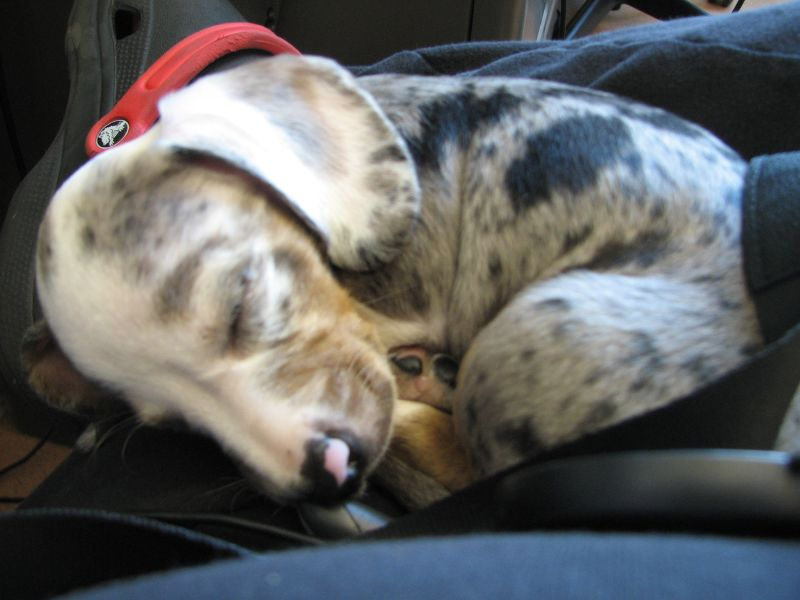
Double black dapple
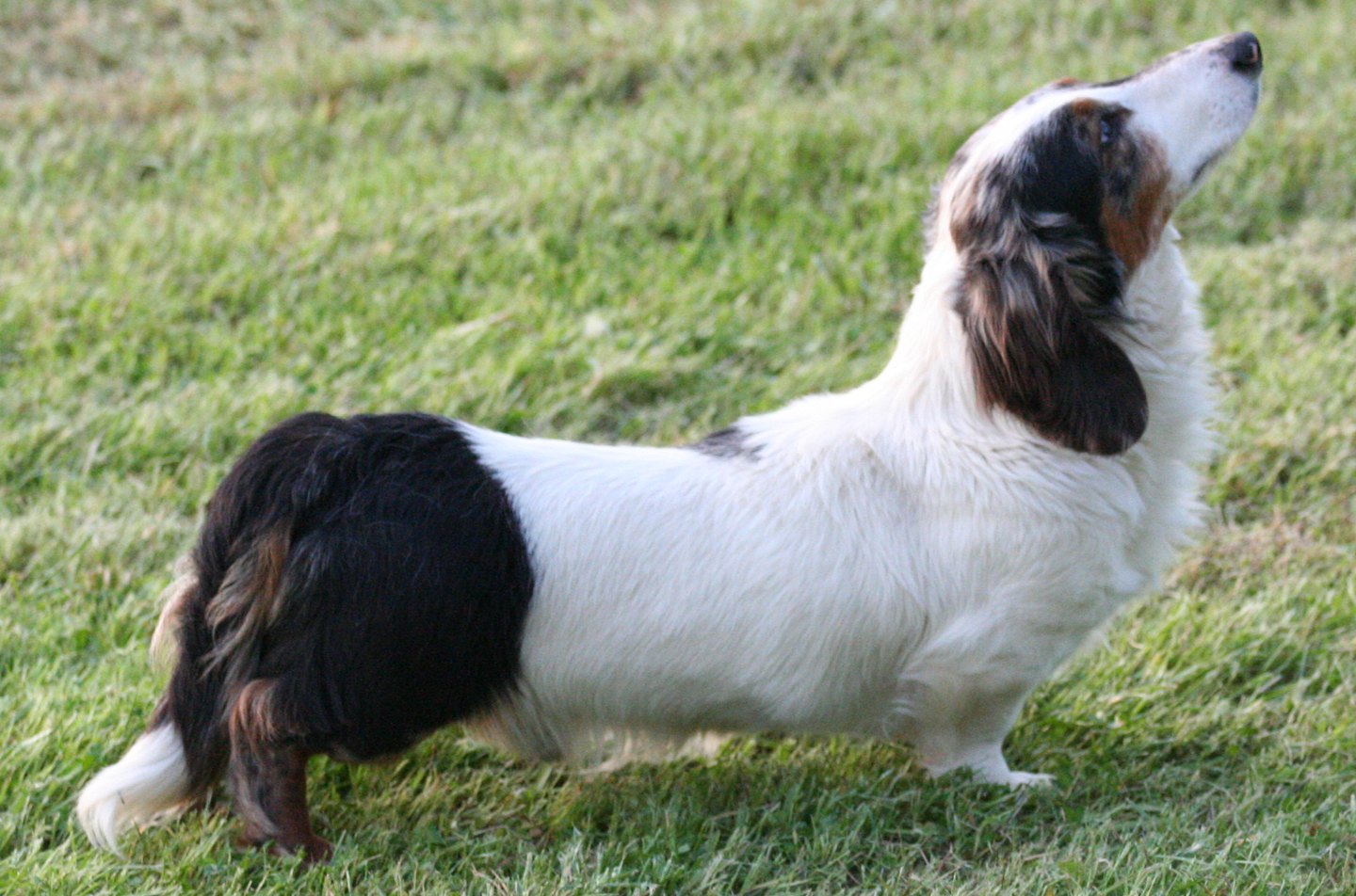
Piebald

###### Gestroomd
Gestroomd, ook wel brindle genaamd, is een vachtpatroon waarbij de vacht getekend is met verticale strepen die doen denken aan tijgerstrepen. De kleur is uiterst zeldzaam bij teckels, maar wint de laatste jaren wel aan populariteit.

#### Kop
De kop van de teckel heeft een langwerpige vorm zowel in bovenaanzicht als in profielaanzicht. Het versmalt naar de neus toe maar is in geen geval spits van vorm. De wenkbrauwbogen zijn goed gedefinieerd. Het nasale kraakbeen en de brug van de neus zijn lang en smal.
De bovenkant van de schedel is eerder plat met een subtiele stop en een gebogen neusbrug.
De teckel heeft vrij lange, afhangende oren. Rechtopstaande oren zouden de hond ernstig hinderen bij het z.g. ondergrondse werk : het uitdrijven van dassen, vossen en konijnen, waar hij in wezen voor gefokt is. Er zou immers zand of aarde in de oren terecht komen.

#### Ledematen
De korte poten van de teckel zijn ontwikkeld in functie van de jacht. In de eerste plaats houden ze de kop van de hond dicht bij de grond wat gemakkelijker is om een geurspoor te volgen. Ten tweede zorgen de korte poten ervoor dat de teckel zich gemakkelijker in burchten en holen kan wringen. Lange poten zouden nadelig zijn in een hol van een das of een vos, want deze zouden enkel in de weg zitten en het verplaatsen in de gangen van deze holen te moeilijk maken.
De voorbenen zijn goed gespierd, goed gehoekt en droog. Wanneer men ze bekijkt langs voor moeten ze recht en stevig onder de hond staan met de tenen naar voor wijzend. De spieren van de schouder zijn plat en het schouderblad zit netjes dicht tegen de borst. De bovenarm is even lang als het schouderblad en moet bestaan uit sterke botten en sterke spieren. Het hoort dicht bij de ribben te zijn maar tegelijk ook genoeg bewegingsvrijheid te hebben. De ellebogen mogen noch naar binnen of naar buiten draaien. De onderarm is erg kort maar moet wel lang genoeg zijn om de hond van de grond te houden.
De achterbenen zijn erg gespierd en horen in verhouding te zijn met de voorbenen. Ze vertonen een sterke hoeking en langs achter gezien staan de poten parallel naast elkaar. Het spronggewricht is droog en heeft sterke pezen. De hak, het deel van het achterbeen dat bestaat uit de middenvoetsbeentjes, is relatief lang, goed mobiel tegenover het dijbeen en buigt lichtjes naar voren.
De teckel zijn voeten zijn speciaal ontwikkeld voor het graven. De vorm van hun voorpoten is spade-achtig met vliezen tussen de tenen. Hiermee kunnen ze sneller en beter graven dan andere hondenrassen. Teckels hebben ook opvallend grote en brede nagels aan al hun voeten, ook deze helpen uitstekend bij het graven. Wanneer hun voeten niet gebruikt worden om aarde te verplaatsen staan de gewelfde tenen dicht bij elkaar en horen deze grote stevige kussentjes te hebben. Deze dikke kussentjes beschermen de hond tijdens het graven alsook tijdens het wandelen in het bos.

### Aard
De teckel is tegenwoordig een gezellige gezinshond, maar is tevens een gepassioneerde jachthond met een groot uithoudingsvermogen. Hij is daarnaast ook een goede waakhond. De teckel is van nature geen gehoorzame hond, maar met de juiste training en veel geduld kan men de hond wel onder appél krijgen.
De teckel kan geweldig komedie spelen om zijn zin door te drijven, en zoekt bewust oogcontact. Voor de puppy is een cursus aan te raden. Wanneer de hond voorbij de puberteit is, wordt hij een trouwe hond voor de baas.
De teckel komt oorspronkelijk uit Duitsland en wordt daar veelal nog als waakhond en jachthond gebruikt. In Nederland werd de teckel voornamelijk gebruikt voor de jacht op dassen. Maar hij wordt ook gebruikt voor de jacht op reeën, wilde zwijnen, konijnen en vossen. In Duitsland wordt hij ook wel 'Waldmann' (Woudman) genoemd, want zelfs het meest verwende teckeltje wordt in het bos een hartstochtelijk jager. Omdat de teckel van oorsprong een jachtinstinct bezit, is hij in het spel een zeer fanatieke hond. Daarom zal een teckel zich ook prima vermaken met allerlei speeltjes en balletjes. Ook apporteren zou een teckel geweldig vinden, al moet daarmee wel goed rekening gehouden worden met het eigenzinnige karakter van de teckel en is daarom niet altijd te garanderen dat het te apporteren voorwerp ook daadwerkelijk terugkeert. De teckel neemt het dan mee naar zijn mand of andere veilige plek en zal het daar een tijdje houden of daagt zijn baas opnieuw uit om verder te spelen.
Alle dashonden hebben een (mild) jachtinstinct maar in verschillende mate:
- de langharige dashond heeft door kruising met gezelschapshonden een milder karakter en is zeer geschikt voor gezinnen met kinderen.
- de ruwharige dashond heeft door kruising met jachthonden (waarschijnlijk terriërs) een sterker karakter.
- de kortharige dashond heeft een karakter tussen voornoemde twee in doordat dit van allebei de oorsprong is.

## Oorsprong

### Gebruiksdoel
Dit hondenras wordt gefokt als een jachthond voor bovengrondse en ondergrondse jacht. Elke variant is ontwikkeld voor een specifiek doelwit:
- De standaard teckel: Deze wordt ingezet in de jacht op dassen en soms ook vossen. De bedoeling is dat ze het dier opsporen, achtervolgen en uit zijn hol jagen zodat jagers het kunnen vangen.
- De dwergteckel: Deze variant wordt gebruikt voor de jacht op hermelijnen, marters en wezels. Aangezien hun grootte varieert tussen de twee uiterste worden ze, afhankelijk van hun lichaamsbouw, ook ingezet bij de jacht op dassen of konijnen.
- De kaninchen teckel: Zoals de naam al aangeeft wordt deze variant enkel gebruikt voor de jacht op konijnen. Hun kleine gestalte is ideaal om een konijnenburcht in te gaan en de aanwezige konijnen er uit te jagen.

Sommige jagers gebruiken teckels ook om aangeschoten grootwild op te sporen.

### Geschiedenis

#### De middeleeuwen
Het bestaan van de teckel is terug te traceren tot diep in de Middeleeuwen. Historische documenten uit de 15de en 16de eeuw vertellen over een laagbenige jachthond die onder andere gekend was onder de naam 'dachsel'. Dit type hond ontstond uit het selectief fokken met de toen bestaande brakken honden. De korte poten van de dachsel bleken ideaal te zijn voor het volgen van wild in holen, zoals konijnen, dassen en vossen. Vooral de das was lang een doelwit omdat dit dier beschouwd werd als een plaag. De dachsel kwam daardoor bekend te staan als 'dassenhond' en als 'dashond'.

#### Wereldoorlog I en Wereldoorlog II
Door de eeuwen heen is de teckel uitgegroeid tot een symbool voor Duitsland. Bijgevolg is de beeltenis van dit ras dan ook vaak gebruikt geweest door cartoonisten om Duitsland of Duitsers af te beelden, en tijdens de Eerste Wereldoorlog en Tweede Wereldoorlog om met Duitsland te spotten. Door deze associatie daalde de populariteit van dit ras sterk tijdens de Eerste Wereldoorlog. In de Verenigde Staten was de afkeer voor dit ras zo sterk dat de naam enige tijd werd veranderd van 'dachshund' naar 'Liberty Hound'. Tijdens de Tweede Wereldoorlog dook hetzelfde stigma weer op, maar in mindere mate.

## Gezondheid

### Meest voorkomende gezondheidsproblemen

#### Epilepsie
Epilepsie, ook wel de vallende ziekte genoemd, is een neurologische aandoening die herhaaldelijke aanvallen veroorzaakt ten gevolge van chronische afwijkingen in de hersenstructuur, die leiden tot abnormale en/of gesynchroniseerde activiteit van neuronen. De teckel is een van de hondenrassen die opvallend meer kans maakt op het ontwikkelen van deze aandoening. Het is wijselijk om bij de fokker na te gaan of de bloedlijn van de puppy’s hier last van heeft.

#### Hernia nuclei pulposi
Hernia nuclei pulposi, rughernia, is een aandoening waarvan de oorzaak vaak wordt toegeschreven aan de lange rug van de teckel. Wanneer een hond een rughernia heeft is een tussenwervelschijf beschadigd. Dit veroorzaakt pijn en soms verlamming van het achterlijf. De oorzaak kan erfelijk zijn of een gevolg van overgewicht.

### Activiteiten

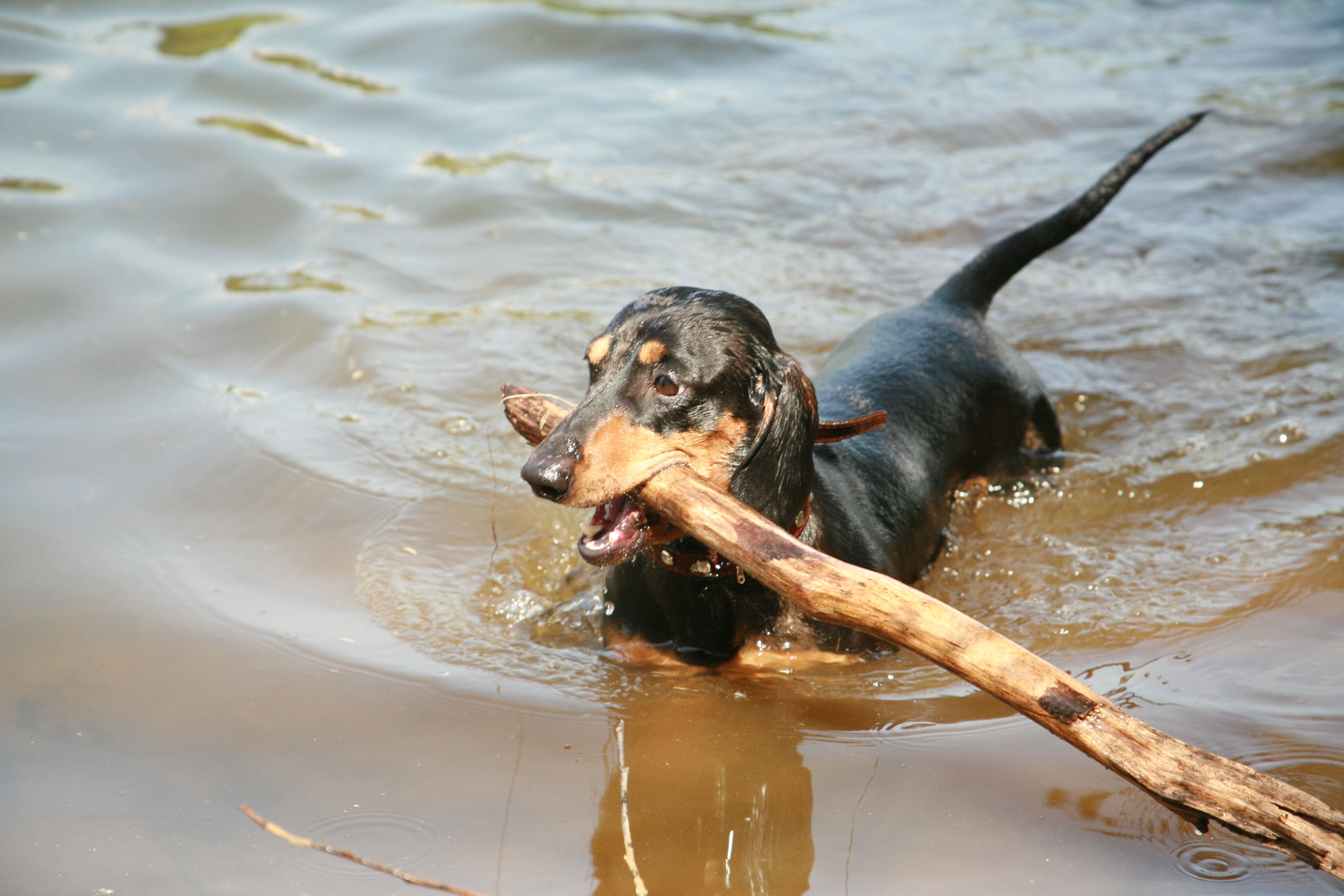
Zwemmende dashond

Populaire activiteiten en hondensporten voor dit ras zijn onder andere:
- Apporteren
- Hondenracen
- Jagen
- Speuren
- Wandelen

## Trivia

### Popcultuur
- De teckel werd in 1972 gekozen als mascotte voor de Olympische Zomerspelen in München, Duitsland.
- De hond genaamd Buddy in de film The Secret Life of Pets is een gladharige teckel.
- Harslo the balancing dog is een bekende teckel bekend om het stilzitten met allerlei voorwerpen balancerend op zijn kop.

### Beroemde eigenaren
Honden van het ras zijn aantrekkelijk gezelschap gebleken voor onder meer de volgende beroemdheden:
- Adele
- Albert Einstein
- Andy Warhol
- Ashley Olsen
- Brigitte Bardot
- Brooke Astor
- Caroline van Monaco
- Clark Gable
- Clint Eastwood
- Coen Swijnenberg
- Cole Porter
- David Bowie
- David Hasselhoff
- Doris Day
- Fergie
- Elizabeth II van het Verenigd Koninkrijk
- Elizabeth Taylor
- Gary Cooper
- George Harrison
- Harry Mulisch
- Jack Black
- Jacques Cousteau
- Joan Crawford
- John F. Kennedy
- John Wayne
- Josh Duhamel
- Kim Cattrall
- Kirsten Dunst
- Leonard Nemoy
- Marilyn Monroe
- Marlon Brando
- Pablo Picasso
- Pierre Bonnard
- Victoria van het Verenigd Koninkrijk
- Wilhelm II van Duitsland

### Vergelijkbare hondenrassen
- Alpenländische Dasbrak
- Basset fauve de Bretagne